# Tuncel Kurtiz
Tuncel Kurtiz (1 de febrero de 1936 - 27 de septiembre de 2013) fue un actor, dramaturgo y director de cine turco. Desde 1964, actuó en más de 70 películas, entre ellas muchas producciones internacionales.

## Biografía
Nació en Izmit, Kocaeli, una ciudad en Turquía. Su padre era un gobernador del distrito (kaymakam) y su madre maestra descendiente de bosnios. La ocupación de sus padres fue la razón por lo que la familia recorrió muchos lugares en todo el país. Después de graduarse de la secundaria en Estambul, Kurtiz estudió Filología inglesa en la Universidad de Estambul.
Pronto comenzó una carrera como un actor de teatro. Desde 1958, Kurtiz realizó presentaciones en varias etapas, en Estambul, en las salas públicas y privadas.
Falleció un 27 de septiembre de 2013 a la edad de 77 años, en un hospital de Estambul donde había ingresado tras haber sufrido una caída en su domicilio.

## Filmografía

### Televisión
| Año       | Título            | Personaje             |
| --------- | ----------------- | --------------------- |
| 1970      | Tatort            | Der Kleine            |
| 1990      | Die Hallo-Sisters | Samy                  |
| 1992      | Kvällspressen     | Abdel                 |
| 1993      | Çakalların İzinde |                       |
| 1999      | Kurtlar Sofrası   |                       |
| 2000      | Kumru             | Halil                 |
| 2003      | Alacakaranlık     | Alairbey Bozoğlu      |
| 2006      | Hacı              | Hacı Hayrullah Gesili |
| 2007      | Kara Duvak        | Haşim Mevlütoğlu      |
| 2007      | Asi               | Cemal Ağa             |
| 2009-2011 | Ezel              | Ramiz Karaeski        |
| 2012-2013 | Muhteşem Yüzyıl   | Ebu Suud Efendi       |

## Premios y distinciones
Festival Internacional de Cine de Berlín
| Año  | Categoría                                        | Película              | Resultado |
| ---- | ------------------------------------------------ | --------------------- | --------- |
| 1986 | Oso de Plata a la mejor interpretación masculina | The Smile of the Lamb | Ganador   |